# Mammoth Lakes (Californië)
Mammoth Lakes is een plaats (town) en gebied in de Amerikaanse staat Californië, en valt bestuurlijk gezien onder Mono County. Op de flanken van Mammoth Mountain ten westen van het stadje bevindt zich het grote skigebied Mammoth Mountain. In de buurt van Mammoth Lakes is ook het Devils Postpile National Monument te vinden.

## Demografie
Bij de volkstelling in 2000 werd het aantal inwoners vastgesteld op 7093.
In 2006 is het aantal inwoners door het United States Census Bureau geschat op 7406, een stijging van 313 (4.4%).

## Geografie
Volgens het United States Census Bureau beslaat de plaats een oppervlakte van
65,2 km², waarvan 64,2 km² land en 1,0 km² water.

## Toerisme
Er zijn in Mammoth Lakes volop hotelaccommodaties te vinden; toerisme is dan ook een belangrijke bron van inkomsten, zowel in de zomer- als in de wintermaanden. 

## Geboren
- John Teller (9 maart 1983), freestyleskiër
- Dusty Henricksen (2 februari 2003), snowboarder